# Jean-Bosco Mwenda

Jean-Bosco Mwenda, également connu sous le nom de Mwenda wa Bayeke, né en 1930 à Bunkeya (Haut-Katanga) et mort en septembre 1990, est un pionnier de la guitare acoustique fingerstyle congolaise.
Il est également populaire dans d'autres pays africains, en particulier en Afrique de l'Est, et à la fin des années 1950 et au début des années 1960, il se produit brièvement à Nairobi, au Kenya, où il anime une émission de radio régulière et exerce une profonde influence sur toute une génération de guitaristes kenyans.

## Biographie
Jean-Bosco Mwenda naît en 1930 à Bunkeya (actuellement dans la province de Lualaba) dans ce qui est alors le Congo belge, mais vit la majeure partie de sa vie à Lubumbashi. Il est l'un des rares Congolais à recevoir une éducation occidentale à l'époque coloniale, en raison de la position de son père, pasteur dans l'Église catholique.
Mwenda travaille d'abord comme clerc pour l'administration à Likasi, où il est employé dans une banque. Il gère le groupe amateur de la compagnie minière locale et possède un hôtel à la frontière zambienne mais obtient rapidement un énorme succès en tant que guitariste, publiant ses premiers enregistrements en 1952.
Il utilise le nom de Mwenda wa Bayeke, étant un descendant du clan noble Sanga de Bayeke.
Avec son ami et parfois partenaire Losta Abelo, et son cousin Edouard Masengo, Bosco définit le style congolais de la guitare acoustique. Sa chanson Masanga, enregistrée par Hugh Tracey, exerce une influence particulière, en raison de ses arpèges de guitare complexes et variés,. Ses influences comprenaient la musique traditionnelle de la Zambie et de l'est du Congo, des groupes cubains tels que le Trio Matamoros et des musiques de westerns. Sa musique puise aussi son inspiration dans la musique traditionnelle de son peuple, les Lubas.
En 1988, le label Mountain Records, basé au Cap, enregistre un album studio de la musique de Mwenda et le publie en 1994. L'album s'intitule Mwenda wa Bayeke - Légende de la guitare africaine.
Il meurt en septembre 1990 dans un accident de voiture, en Zambie, à l'âge de 60 ans.